# Сюнко-Мару
Сюнко-Мару (Syunko Maru) — транспортне судно, яке під час Другої світової війни взяло участь у операціях японських збройних сил у Філіппінах та в архіпелазі Бісмарка.

## Передвоєнна історія
Судно спорудили як Шунко-Мару в 1919 році на верфі Teikoku Steam Shipyard у Тобі на замовлення компанії Goko. З 1921-го власником була компанія Osaka Shosen.
24 жовтня 1941-го судно реквізували для потреб Імперської армії Японії. У складі збройних сил його назву підкоригували до Сюнко-Мару.

## Вторгнення на Філіппіни
Ще до висадки основних сил у затоці Лінгайєн японці організували кілька малих десантів на острови в Лусонській протоці та північне завершення острова Лусон. Зокрема, 7 грудня Сюнко-Мару та ще 5 суден вийшли з Мако (важлива база японського ВМФ на Пескадорських островах у південній частині Тайванської протоки), маючи на борту 2-й Формозький піхотний полк та ряд інших підрозділів.
10 грудня цей загін здійснив висадку у Вігані. Два транспорти зазнали важких пошкоджень від дій американської авіації та викинулись на берег, проте Сюнко-Мару не постраждало і встигло повернутись до Формози, щоб узяти участь у транспортуванні головних сил.
18 грудня 1941-го Сюнко-Мару та ще 27 суден полишили Такао (наразі Гаосюн на Тайвані) та попрямували до затоки Лінгаєн на острові Лусон. Вони становили перший ешелон сил вторгнення на Філіппіни (всього в цій операції залучили 76 транспортів). Вночі 22 грудня доправлені війська висадили в затоці Лінгайєн.

## Рейс до Рабаулу
2 жовтня 1942-го Сюнко-Мару разом зі ще одним транспортом вийшов із порту Уджина, 3 жовтня до них приєднались два судна з порту Саєкі, після чого конвой вирушив до Рабаулу — головної передової бази японців у архіпелазі Бісмарка, з якої провадились операції на Соломонових островах та сході Нової Гвінеї.
Вранці 14 жовтня 1942-го в районі за сімсот кілометрів на північ від островів Адміралтейства судна виявили з підводного човна Skipjack. Обидві випущені торпеди поцілили та потопили Сюнко-Мару. Вся команда змогла полишити судно та перейти на рятувальні човни.